# Campeonato Africano de Atletismo de 2016 - 110 m com barreiras masculino
A prova dos 110 metros com barreiras masculino do Campeonato Africano de Atletismo de 2016 foi disputada entre os dias 24 e 25 de junho no Kings Park Stadium  em Durban,  na África do Sul. Participaram da prova 11 atletas sendo que todos concluíram a prova na fase inicial. 

## Recordes
Antes desta competição, os recordes mundiais e do campeonato nesta prova eram os seguintes:
|                       | Nome          | Nacionalidade  | Tempo  | Local      | Data                  |
| --------------------- | ------------- | -------------- | ------ | ---------- | --------------------- |
| Recorde mundial       | Aries Merritt | Estados Unidos | 12s 80 | Bruxelas   | 7 de setembro de 2012 |
| Recorde do campeonato | Lehann Fourie | África do Sul  | 13s 55 | Porto Novo | 29 de junho de 2012   |
| Recorde africano      | Lehann Fourie | África do Sul  | 13s 24 | Bruxelas   | 7 de setembro de 2012 |

Os seguintes recordes foram estabelecidos durante esta competição:
| Data        | Evento | Atleta         | Nacionalidade | Tempo  | Notas                 |
| ----------- | ------ | -------------- | ------------- | ------ | --------------------- |
| 25 de junho | Final  | Antonio Alkana | África do Sul | 13s 43 | Recorde do campeonato |

## Medalhistas
| Ouro                 | Prata             | Bronze               |
| Antonio Alkana (RSA) | Tyron Akins (NGR) | Mohamed Koussi (MAR) |

## Cronograma
Todos os horários são locais (UTC+2). 
| Data        | Hora  | Evento  |
| ----------- | ----- | ------- |
| 24 de junho | 16:40 | Bateria |
| 25 de junho | 19:00 | Final   |

## Resultados

### Bateria
Qualificação: 3 atletas de cada bateria (Q) mais os 2 melhores qualificados (q).
| Posição | Bateria | Atleta                | Nacionalidade | Tempo | Notas |
| ------- | ------- | --------------------- | ------------- | ----- | ----- |
| 1       | 2       | Tyron Akins           | Nigéria       | 13.62 | Q     |
| 2       | 1       | Antonio Alkana        | África do Sul | 13.73 | Q     |
| 3       | 1       | Rami Gharsali         | Tunísia       | 13.98 | Q     |
| 4       | 2       | Ruan de Vries         | África do Sul | 14.15 | Q     |
| 5       | 1       | Mohamed Koussi        | Marrocos      | 14.21 | Q     |
| 6       | 1       | Tshepo Lefete         | África do Sul | 14.21 | q     |
| 7       | 2       | Bano Traoré           | Mali          | 14.27 | Q     |
| 8       | 2       | Fred Charles Pieterse | Namíbia       | 14.41 | q     |
| 9       | 2       | Selby Mukucha         | Zimbabwe      | 14.52 |       |
| 10      | 2       | William Mbevi Mutunga | Quênia        | 15.16 |       |
| 11      | 1       | Behailu Alemshet      | Etiópia       | 15.26 |       |

### Final
| Posição           | Raia | Atleta                | Nacionalidade | Tempo | Notas                 |
| ----------------- | ---- | --------------------- | ------------- | ----- | --------------------- |
| Medalha de ouro   | 5    | Antonio Alkana        | África do Sul | 13.43 | Recorde do campeonato |
| Medalha de prata  | 4    | Tyron Akins           | Nigéria       | 13.74 |                       |
| Medalha de bronze | 7    | Mohamed Koussi        | Marrocos      | 13.94 |                       |
| 4                 | 6    | Rami Gharsali         | Tunísia       | 13.99 |                       |
| 5                 | 2    | Bano Traoré           | Mali          | 14.22 |                       |
| 6                 | 1    | Fred Charles Pieterse | Namíbia       | 14.45 |                       |
| 7                 | 3    | Ruan de Vries         | África do Sul | 14.52 |                       |
| 8                 | 8    | Tshepo Lefete         | África do Sul | DNS   |                       |

Legenda
| Recorde mundial       | Recorde mundial (World record)               |                       | Recorde africano                      | Recorde africano (African) |                                           | Q | Classificado por posição (Qualified) |
| Recorde do campeonato | Recorde do campeonato (Championship record)  | Recorde da América    | Recorde da América (Americas)         | q                          | Classificado por melhor tempo (Qualified) |   |                                      |
| Melhor marca do ano   | Melhor marca do ano (World leading)          | Recorde asiático      | Recorde asiático (Asian)              | DNS                        | Não largou (Did not start)                |   |                                      |
| Recorde nacional      | Recorde nacional (National record)           | Recorde europeu       | Recorde europeu (European)            | DNF                        | Não terminou (Did not finish)             |   |                                      |
| Recorde pessoal       | Recorde pessoal do atleta (Personal best)    | Recorde da Oceania    | Recorde da Oceania (Oceania)          | DSQ / DQ                   | Desclassificado (Disqualified)            |   |                                      |
| Recorde da temporada  | Recorde da temporada do atleta (Season best) | Recorde sul-americano | Recorde sul-americano (South America) | NM                         | Sem marca (No mark)                       |   |                                      |